# 前體B細胞淋巴細胞白血病
前體B細胞淋巴細胞白血病(Precursor B-cell lymphoblastic leukemia)是淋巴白血病(Lymphoid leukemia)的一種形式，大多數的B细胞淋巴母細胞(Lymphoblast、未成熟的白血球)被發現在血液和骨髓中。它也是最常見類型的急性淋巴性白血病(ALL)。它有時被歸類為"淋巴瘤"(lymphoma)，如所指稱的"白血病/淋巴瘤"(leukemia/lymphoma)。

## 子類型
它包括以下的子類型：
- t(9;22)-BCR/ ABL
- t(v;11q23)-MLL 重排
- t(1;19)-E2A/PBX1
- t(12;21)-ETV/ CBFα
- t(17;19)-E2A-HLF （页面存档备份，存于）

## 分子機制
一個有趣的模型"前體B細胞急性淋巴性白血病"(B-cell ALL)顯示了單一基因的功能異常，即PAX5，它能夠改變"B細胞表型"(phenotype of B cell)至"前體細胞"(precursor cell)。

## 外部連結
- Precursor B-lymphoblastic leukemia （页面存档备份，存于） entry in the public domain NCI Dictionary of Cancer Terms